# Шестаков, Юрий Михайлович
Юрий Михайлович Шестаков (13 января 1949, с. Богословка, Курская область, РСФСР — 19 декабря 2010, Санкт-Петербург, Российская Федерация) — российский поэт, руководитель секции поэзии петербургского отделения Союза писателей России.

## Биография
С семи лет жил в Ленинграде, где окончил школу и физико-химический факультет Ленинградского Технологического института им. Ленсовета.
После первой публикации в многотиражке технологического института «Технолог» в 1967 г. его стихи печатались в журналах, альманахах, сборниках: «Огонёк», «Молодая гвардия», «Литературная учёба», «Памир», «Техника — молодёжи», «Беларусь», «Молодой Ленинград» и других.
В 1986 г. стал лауреатом премии Ленинградского комсомола в области литературы. В 1988 г. принят в Союз писателей СССР по рекомендации поэтов Арсения Тарковского, Сергея Давыдова, Леонида Агеева и по рекомендации Всесоюзного совещания молодых писателей.
В 1992 г. в Мюнхене в альманахе «Вече» (№48) печатается его поэма «Засадный полк», а вскоре отдельным изданием она выходит и в России.
В 1993 г. закончил Высшие литературные курсы в Москве.
С 2001 г. — председатель секции поэзии Санкт-Петербургского отделения Союза писателей России.
Автор литературных сценариев кинопоэтических лент: «В начале было…», «Два дома», «Возрадуйся!», "Вокруг огня", "Главное чудо" (к/с «Леннаучфильм»). Его стихи переводились на болгарский, эстонский, таджикский, киргизский, белорусский языки.